# Martie 1982
Acest articol este generat integral pe baza informațiilor din articolul 1982 și este actualizat periodic de un robot.
 Editările făcute în articol vor fi șterse la următoarea actualizare! Dacă doriți să faceți modificări, editați articolul-sursă.

ianuarie -
februarie -
martie -
aprilie -
mai -
iunie -
iulie -
august -
septembrie -
octombrie -
noiembrie -
decembrie
Martie 1982 a fost a treia lună a anului și a început într-o zi de luni.

## Nașteri
- 2 martie: Kevin Dennis Kurányi, fotbalist german (atacant)
- 3 martie: Jessica Biel, actriță americană
- 4 martie: Landon Timothy Donovan, fotbalist american (atacant)
- 5 martie: Ha Seok-jin, actor sud-coreean
- 8 martie: Benjamin Steffen, scrimer elvețian
- 9 martie: Glenn Tobias Hysén, fotbalist suedez
- 10 martie: Shin Koyamada, actor american
- 10 martie: Raisa Enachi, politiciană
- 11 martie: Thora Birch, actriță americană
- 12 martie: Hisato Sato, fotbalist japonez (atacant)
- 12 martie: Yuto Sato, fotbalist japonez
- 12 martie: Tobias Schweinsteiger, fotbalist german (atacant)
- 15 martie: Emilio Guerra (José Emilio Guerra Rodríguez), fotbalist spaniol (atacant)
- 16 martie: Mirela Vaida, cântăreață română
- 17 martie: Steven Jerome Pienaar, fotbalist sud-african
- 18 martie: Steluța Duță, pugilistă română
- 18 martie: Timo Glock, pilot german de Formula 1
- 18 martie: Rei Yoshii, actriță japoneză
- 19 martie: Alexandra Marinescu, sportivă română (gimnastică artistică)
- 20 martie: Tomasz Kuszczak, fotbalist polonez (portar)
- 20 martie: George-Cătălin Stângă, politician român
- 21 martie: Emilia, cântăreață bulgară
- 22 martie: Alina Iordache, handbalistă română
- 22 martie: Ovidiu Petre, fotbalist român
- 23 martie: John Wayne Srhoj, fotbalist australian
- 24 martie: Jack Swagger, wrestler american
- 25 martie: Yoshikazu Kotani, actor japonez
- 26 martie: Mikel Arteta Amatriain, fotbalist spaniol
- 28 martie: Alexei Jdanov, fotbalist rus (atacant)
- 30 martie: Philippe Mexès, fotbalist francez
- 30 martie: Aleksandra Socha, scrimeră poloneză
- 30 martie: Eneda Tarifa, cântăreață albaneză
- 31 martie: Roman Borvanov, jucător de tenis din R. Moldova

## Decese
Philip Kindred Dick, 53 ani, scriitor și eseist american (n. 1928)
Ayn Rand (n. Alisa Zinovievna Rosenbaum), 77 ani, romancieră de origine rusă (n. 1905)
Edmund Cooper, 55 ani, scriitor britanic (n. 1926)
Aristide Dovatur, 84 ani, filolog și istoric sovietic (n. 1897)
Rhandy Rhoads, 35 ani, artist american, chitaristul lui Ozzy Osbourne și al trupei Quit Riot (n. 1956)
Ion Hudiță, 85 ani, istoric român (n. 1896)
Nicolas Farkas (n. Miklós Farkas), 91 ani, regizor maghiar de film (n. 1890)
William Giauque, 86 ani, chimist american laureat al Premiului Nobel (1949), (n. 1895)
Walter Hallstein, 80 ani, politician german (n. 1901)
Carl Orff, 86 ani, compozitor german (n. 1895)